# Alaïmia
Alaïmia est une commune de la wilaya de Mascara en Algérie.

## Géographie

### Localités de la commune
- Alaimia
- Kranif
- Menasria
- Kouassem
- El'malh
- R'hamna

### Situation
| Bethioua (Wilaya d'Oran) | Bethioua (Wilaya d'Oran) | Mocta Douz           |
| Bethioua (Wilaya d'Oran) | Alaïmia                  | Mocta Douz           |
| Boufatis (Wilaya d'Oran) | Ras El Aïn Amirouche     | Ras El Aïn Amirouche |